# Roleta (futebol)
A roleta, também conhecida como 360 ou ainda Giro de Marselha, é uma finta ou drible de futebol, que consiste basicamente em parar a bola com um dos pés, girar em 180º e completar arrastando o outro pé por cima do adversário, terminando em uma volta completa. Foi bastante popularizado por ter sido usado por Zinédine Zidane e Diego Maradona, tendo sido utilizado por diversos jogadores no mundo todo.